# Leonardo Ricci (geografo)
Leonardo Ricci (Milano, 20 aprile 1877 – Mantova, 26 giugno 1967) è stato un geografo italiano.
Di famiglia trentina e appassionato dei problemi della montagna, dedicò gran parte della sua attività scientifica a studi di geografia fisica, in modo particolare alla glaciologia, alla limnologia e all'idrografia fluviale.
Un suo studio importante riguardò la misurazione della velocità di progressione del ghiacciaio del Trobio, nella valle del Serio, fra il 1904 e il 1910: fu il primo ghiacciaio italiano sul quale si eseguirono queste misurazioni, che corrisposero, all'epoca, ad una velocità di spostamento di 3,75 metri all'anno.
Grazie ad una vasta erudizione e ad una profonda cultura si distinse molto anche nei campi della geografia antropologica, della geocartografia e della geografia economica.
Insegnò Geografia economica alla Ca' Foscari di Venezia tra il 1928 e il 1952, allorché passò all'Università Bocconi di Milano.
Nel settore cartografico collaborò con Olinto Marinelli alla redazione dell'Atlante Internazionale del Touring Club Italiano, all' Atlante storico con testo illustrativo, e allestì le tavole per l'Enciclopedia Italiana Treccani.